# Clarkia bottae
Clarkia bottae är en dunörtsväxtart som först beskrevs av Édouard Spach, och fick sitt nu gällande namn av H. och M. Lewis. Clarkia bottae ingår i släktet clarkior, och familjen dunörtsväxter. Inga underarter finns listade i Catalogue of Life.

## Bildgalleri

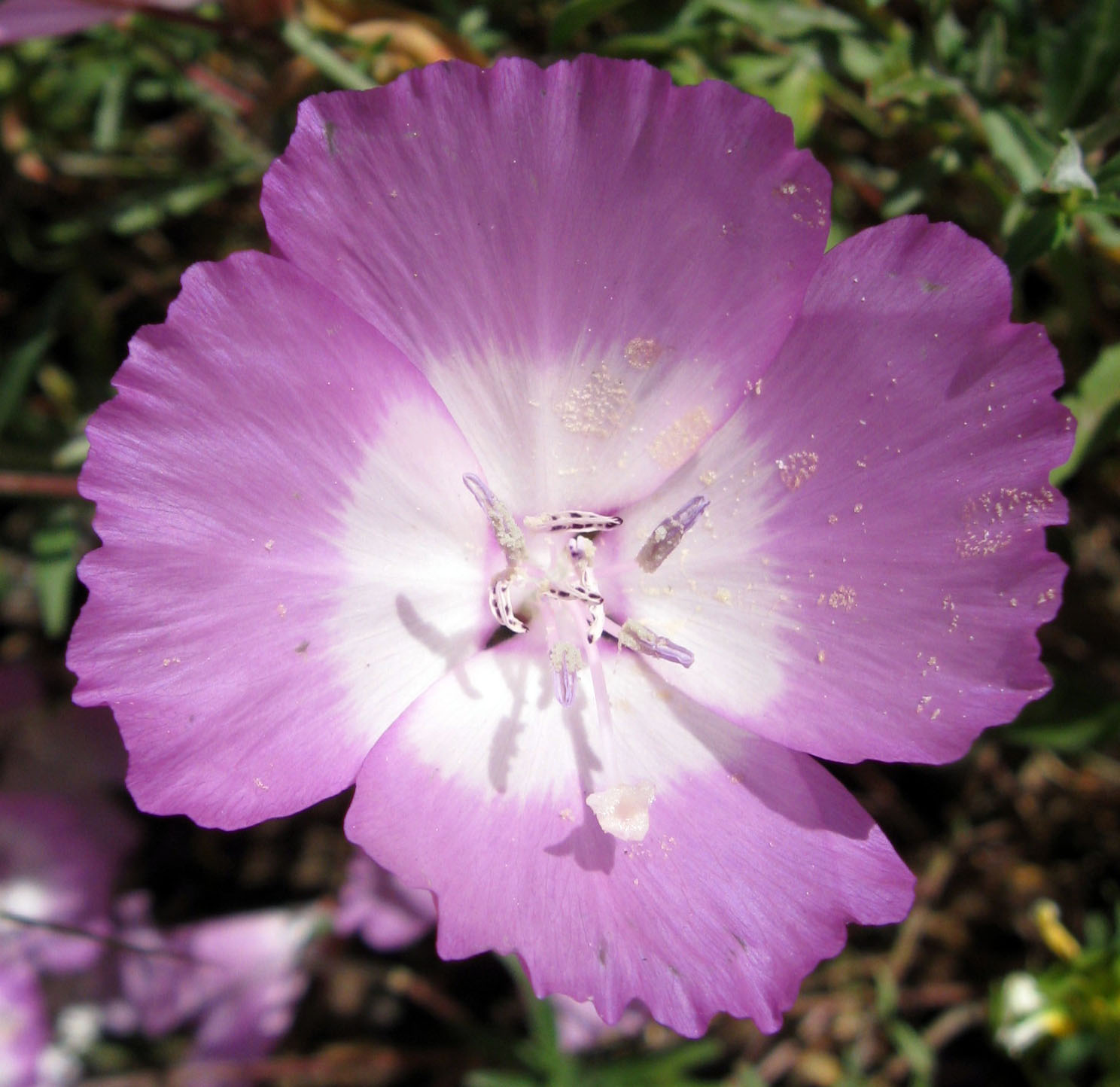